# Liste du patrimoine culturel immatériel de l'humanité à Cuba
Cet article recense les pratiques inscrites au patrimoine culturel immatériel à Cuba.

## Statistiques
Cuba ratifie la convention pour la sauvegarde du patrimoine culturel immatériel le 29 mai 2007. La première pratique protégée est inscrite en 2008.
En 2024, Cuba compte 7 éléments inscrits au patrimoine culturel immatériel, tous sur la liste représentative.

## Listes

### Liste représentative
Les éléments suivants sont inscrits sur la liste représentative du patrimoine culturel immatériel de l'humanité.
| Élément                                                                                                 | Type | Subdivision | Année | Lien  | Notes                                                                      | Illus. |
| --- | --- | ----------- | ----- | ----- | -------------------------------------------------------------------------- | ------ |
| La Tumba Francesa                                                                                       | arts du spectacle |             | 2008  | 00052 |                                                                            |        |
| La rumba à Cuba, mélange festif de musiques et de danses et toutes les pratiques associées              | arts du spectacle pratiques sociales, rituels et événements festifs                                                                                         |             | 2016  | 01185 |                                                                            |        |
| Le Punto                                                                                                | arts du spectacle |             | 2017  | 01297 |                                                                            |        |
| Les parrandas, fêtes du centre de Cuba                                                                  | arts du spectacle pratiques sociales, rituels et événements festifs traditions et expressions orales                                                        | Las Villas  | 2018  | 01405 |                                                                            |        |
| Le savoir-faire des maîtres du rhum léger                                                               | savoir-faire liés à l'artisanat traditionnel pratiques sociales, rituels et événements festifs                                                              |             | 2022  | 01724 |                                                                            |        |
| Le boléro, identité, émotion et poésie en chanson                                                       | traditions et expressions orales arts du spectacle pratiques sociales, rituels et événements festifs                                                        |             | 2023  | 01990 | Partagé avec le Mexique                                                    |        |
| Le savoir-faire et les pratiques traditionnels liés à la fabrication et à la consommation de la cassave | pratiques sociales, rituels et événements festifs connaissances et pratiques concernant la nature et l'univers savoir-faire liés à l'artisanat traditionnel |             | 2024  | 02118 | Partagé avec la République dominicaine, Haïti, le Honduras et le Venezuela |        |

### Patrimoine immatériel nécessitant une sauvegarde urgente
Cuba ne compte aucun élément listé sur la liste du patrimoine immatériel nécessitant une sauvegarde urgente.

### Registre des meilleures pratiques de sauvegarde
Cuba ne compte aucune pratiques listée au registre des meilleures pratiques de sauvegarde.